# Леонгард, Герд
Герд Леонхард (англ. Leonhard Gerd; род. 1961, Бонн) — немецкий писатель, футуролог, музыкант, спикер и автор книг, специализирующийся на влиянии технологий на человечество. В настоящее время проживает в Цюрихе.

## Биография
Леонхард родился в Бонне, изучал теологию в Боннском университете.
В 1982 году переехал в Соединенные Штаты, где учился в музыкальном колледже Беркли, а затем начал карьеру профессионального музыканта, аранжировщика и композитора. Он также основал ранний интернет-бизнес, который предоставил информацию из первых рук о технологических прорывах  в области музыки, а также вдохновил его на создание первой книги, написанной в соавторстве с Дейвом Кусеком, «Будущее музыки» в 2005 году.
В 2016 году он опубликовал книгу Технология против Человечества,
 манифест цифровых прав и исследование многих областей жизни, на которые в настоящее время влияет технологическое нарушение без регулирования или политики. Леонгард выразил критическое мнение о трансгуманизме и технологической централизации. Подчеркивая европейскую традицию гуманистических ценностей и философии, Леонард идет по пути технологического равновесия, о чем свидетельствуют более ранние эпохи, такие как итальянский ренессанс.
В октябре 2016 года  британском журнале Wired опубликовал «Открытое письмо Партнерству по искусственному интеллекту», в котором он призвал технологических лидеров IBM, Microsoft, Google, Facebook и Amazon принять цифровую этику в эру когнитивной автоматизации.